# Marshevet Myers
Pour les articles homonymes, voir Myers.
Marshevet Myers (née Hooker le 25 septembre 1984 à Dallas) est une athlète américaine, spécialiste du 100 et du 200 mètres.

## Biographie
Elle remporte la médaille de bronze du 100 m des Championnats du monde junior 2002 de Kingston avec le temps de 11 s 48. Elle termine par ailleurs à la deuxième place du relais 4 × 100 m aux côtés de ses coéquipières américaines. Étudiante à l'Université du Texas, elle enlève les titres NCAA du 100 m et du relais 4 × 100 m en 2005, et celui du 60 m et du saut en longueur en salle en 2006.
En 2008, Marshevet Hooker établit le temps de 10 s 76 en quart de finale des sélections olympiques américaines mais cette performance n'est pas homologuée en raison d'un vent de 3,4 m/s supérieur à la limite autorisée. Elle se classe troisième de la finale du 200 m, derrière ses compatriotes Allyson Felix et Muna Lee et obtient sa qualification pour les Jeux olympiques. À Pékin, l'Américaine termine cinquième de la finale du 200 m en réalisant en 22 s 34 sa meilleure performance sur la distance. En fin de saison 2008, l'Américaine se classe respectivement troisième du 100 m et deuxième du 100 m lors de la Finale mondiale de l'athlétisme de Stuttgart.
Entrainée par l'ancien sprinteur Jon Drummond, Marshevet Hooker se classe troisième du 200 m lors des Championnats des États-Unis 2009 disputés à Eugene. Elle participe fin août aux Championnats du monde de Berlin mais est contrainte à l'abandon lors des demi-finales. 
Fin juin 2011, à Eugene, Marshevet Myers se classe deuxième du 100 m des Championnats des États-Unis (10 s 83, vent de +2,7 m/s) derrière Carmelita Jeter (10 s 74) et devant Mikele Barber (10 s 96), obtenant toutes les trois leur qualification pour les Championnats du monde. À Daegu, l'Américaine se classe huitième et dernière de la finale du 100 m (11 s 33). Elle remporte son premier titre international majeur en fin de compétition en s'adjugeant la médaille d'or du relais 4 × 100 m en compagnie de Bianca Knight, Allyson Felix et Carmelita Jeter (41 s 56, meilleure performance mondiale de l'année).

## Divers
Marshevet Myers est la sœur de la joueuse de volley-ball Destinee Hooker.

## Palmarès
| Date | Compétition                   | Lieu      | Résultat | Épreuve   |
| ---- | ----------------------------- | --------- | -------- | --------- |
| 2002 | Championnats du monde juniors | Kingston  | 3e       | 100 m     |
| 2002 | Championnats du monde juniors | Kingston  | 2e       | 4 × 100 m |
| 2008 | Jeux olympiques               | Pékin     | 5e       | 200 m     |
| 2008 | Finale mondiale               | Stuttgart | 3e       | 100 m     |
| 2008 | Finale mondiale               | Stuttgart | 2e       | 200 m     |
| 2011 | Championnats du monde         | Daegu     | 8e       | 100 m     |
| 2011 | Championnats du monde         | Daegu     | 1re      | 4 × 100 m |

## Records
| Épreuve          | Performance | Vent     | Lieu   | Date           |
| ---------------- | ----------- | -------- | ------ | -------------- |
| 60 m             | 7 s 18      | -        | Boston | 5 février 2011 |
| 100 m            | 10 s 86     | +2,0 m/s | Eugene | 4 juin 2011    |
| 200 m            | 22 s 34     | +0,6 m/s | Pékin  | 21 août 2008   |
| Saut en longueur | 6,65 m      | +1,7 m/s | Austin | 8 avril 2005   |